# Ooigem
Ooigem est une section de la commune belge de Wielsbeke, en province de Flandre-Occidentale. C'était une commune à part entière avant la fusion des communes de 1977.

## Géographie
Ooigem se situe à quelques kilomètres au sud-ouest du centre de Wielsbeke, au bord de la Lys. Il jouxte la commune d'Oostrozebeke au nord, les villages de Hulste et Bavikhove (commune de Harelbeke) à l'ouest, et les villages de Beveren et Desselgem au sud, sur la rive opposée de la Lys.

## Démographie

### Évolution démographique
- Sources : INS, Rem. : 1831 jusqu'en 1970 = recensements, 1976 = nombre d'habitants au 31 décembre[2].

## Curiosités

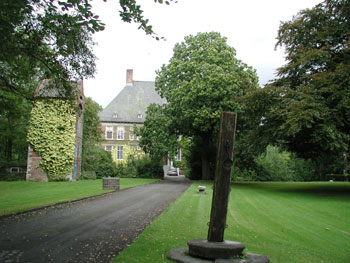
Le château d'Ooigem

- L'église Saint-Brixius
- Le château d'Ooigem.
- Le bois d'Ooigem.